# Alex (stripalbum)
Alex is het vijftiende stripalbum uit de stripreeks Jeremiah. Het album is geschreven en getekend door Hermann Huppen. Van dit album verschenen tot nu toe een druk, bij uitgeverij Dupuis in de collectie Spotlight, in 1990.

## Inhoud
Jeremiah en Kurdy raken betrokken bij een gezinshereniging, die meer weg heeft van een hernieuwde kennismaking na 15 jaar. Ze brengen een moeder en haar zoon bij haar voormalige echtgenoot en hun dochter Alex, in een huis op een afgelegen plek aan de westkust. Alex en haar vader zijn behoorlijk verrast door de hereniging met de moeder, die sindsdien honderd pond zwaarder is geworden. De reünie wordt verstoord door een plotselinge aanval door Japanse commando's. 
Klein detail: Alex is erg mooi en aantrekkelijk, wat de helden ertoe brengt om te blijven hangen...